# 所沢市立明峰小学校
所沢市立明峰小学校（ところざわしりつ めいほうしょうがっこう）は、埼玉県所沢市の公立小学校。最寄り駅は西武鉄道航空公園駅。

## 所在地
埼玉県所沢市北有楽町26-20

## 沿革
- 1967年4月1日 - 所沢市立所沢小学校と所沢市立北小学校のマンモス化解消のため開校。
- 1968年 - 西所沢2丁目が学区に編入。
- 1971年 - 美原町と松葉町が伸栄小学校区となる。
- 1975年 - 弥生町が美原小学校区となる。
- 1976年 - 上新井が上新井小学校区となる。
- 1987年 - けやき台2丁目が一部を除き清進小学校区となる。
- 1989年 - けやき台2丁目の一部が清進小学校区となる。

## 校歌
明峰小学校校歌　作詞・能登浜吉　作曲・斉藤功司

## クラブ・委員会活動
- クラブ
- 委員会

## 通学区域
- 西所沢二丁目、宮本町一 - 二丁目、西新井町、有楽町、北有楽町、御幸町11 - 19番地、泉町、喜多町[1]

## 進学先中学校
- 所沢市立所沢中学校

## 近隣施設
- 所沢航空記念公園（通称：航空公園）
- 神明社
- 新光寺
- 三つ井戸
- 所沢保健所
- 長屋門『能面美術館』
- 熊野神社
- 薬王寺

## 著名な出身者
- 春日俊彰（オードリー (お笑いコンビ)）